# Капуто, Макс
Макс Капуто (англ. Max Caputo; род. 17 августа 2005, Австралия) — австралийский футболист, нападающий клуба «Мельбурн Сити».

## Клубная карьера
Капуто — воспитанник клуба «Мельбурн Сити». 6 июня 2021 года в матче против «Мельбурн Виктори» он дебютировал в А-Лиге.